# Жестовая песня
Жестовая песня — особый вид искусства, в котором смысл текста песни передаётся движениями (жестами), а не словами: исполнитель под фонограмму «поёт» песню руками.
Жестовая песня как театральный жанр сочетает в себе жестовый язык, актёрское мастерство и танец. Жест в данном случае обладает не только смысловой нагрузкой, но и разнообразными эмоциональными градациями. Жестовая песня — относительно молодой вид искусства, как самостоятельный жанр она впервые оформилась в 1960-е годы.

## Особенности и техника жестовой песни
Правила жестовой песни просты: выступающий показывает слова песни на жестовом языке в ритме произведения. Главное — передать настроение, чувства и эмоции. Жестовое пение чем-то похоже на пантомиму, переплетённую с танцем. В отличие от «разговорного» жестового языка, где движения часто смазаны, в жестовом пении всё отточено, размеренно.
Текст оригинала не всегда переводится буквально. Чтобы сделать представление более эффектным, исполнители часто изменяют привычные «разговорные» жесты, сочетая их с танцем. При этом смысл и эмоциональная окраска произведения сохраняются. Таким образом, жестовая песня может быть понятна обычным зрителям, не владеющим жестовым языком. Тем более, что фонограмма самой песни звучит на протяжении всего представления.

Однако из-за таких изменений для глухих зрителей такое выступление может выглядеть как набор слабо связанных между собой слов. Вот почему каждая жестовая песня сопровождается либо беззвучным проговариванием текста (чтобы его можно было читать по губам), либо субтитрами на экране.
«Чувство музыкального ритма органично присуще неслышащему человеку. Оно является своеобразной компенсацией глухоты. Не случайно неслышащие добиваются замечательных успехов в танцах различных жанров, в жестовом пении, в действенных пластичных пантомимах; в спектаклях, требующих телесной выразительности, духовного взлёта, эмоциональной насыщенности».

## Обучение жестовой песне
Преподавателями жестовой песни, в отличие от исполнителей, чаще всего являются «слышащие» выпускники педагогических университетов. Над жестовой песней может трудиться целая команда: режиссёр, хореограф, переводчик, педагоги.
Постановка номера в жанре «жестовая песня» начинается с разбора текста, обсуждения, чтобы понять смысл произведения, расставить акценты. Затем песня переводится с русского на жестовый язык, разучиваются жесты и их последовательность. В жестовом языке предложение строится иначе. Поэтому этому перевод бывает не дословным. Так, например слово «Шекспир», можно показать жестом, имеющим значение «известный человек», чтобы сохранить ритм и поэтичность песни. После особое внимание уделяется артикуляции, запоминанию текста песни по движению губ. Когда песня «механически отработана», в номер постепенно вводятся театральные элементы.

## Жестовая песня в России
В российском обществе глухих жестовое пение очень распространено. Практически во всех специализированных школах и дворцах творчества есть свои коллективы, ежегодно проводятся региональные и всероссийские фестивали жестовой песни.
Занятия на кружке жестовой песни помогают неслышащим детям слышать музыку, развивать познавательные процессы, обогащать словарный запас, выражать эмоции мимикой, жестами, развивать слухо-зрительное восприятие слов, прививать артистичность и пластичность[3].
На сегодняшний день в России существует несколько театров, в которых можно найти спектакли в жанре жестовой песни. Среди них московские театры Синематографъ и , спектакли которых сможет понять человек с любым процентом слуха, говорящий на любом языке.